# Thomas B. Coughlin
Thomas B. Coughlin (Baltimora, 1941) è un ingegnere meccanico e direttore di missione spaziale statunitense.
Presso l'Applied Physics Laboratory (APL) della Johns Hopkins University ha diretto lo sviluppo, come Project Manager, delle sonde spaziali Near Earth Asteroid Rendezvous e New Horizons della NASA.

## Biografia
Thomas B. Coughlin ha conseguito la laurea in ingegneria meccanica presso l'Università del Maryland e il dottorato in progettazione aeronautica presso il Drexel Institute of Technology, che ha sede a Filadelfia, in Pennsylvania.
Tra il 1964 ed il 1967 ha lavorato presso la Glenn L. Martin Company in studi sulla dinamica dei missili. Successivamente, fino al 1972 presso la Fairchild Industries partecipando allo sviluppo dei satelliti ATS-6 e SERT II. È stato assunto dall'Applied Physics Laboratory (APL) della Johns Hopkins University nel 1972.
Presso l'APL, ha partecipato ad alcune missioni sviluppate per lo Strategic Defense Initiative, un'agenzia statunitense della difesa incaricata di sviluppare e dirigere uno scudo spaziale. Acquisì così le capacità necessarie a raggiungere i risultati richiesti nei tempi limitati che erano imposti dal programma. In particolare, fu chiamato a dirigere il progetto Delta 181 - approvato nell'autunno del 1985, finanziato nel gennaio del 1986 e lanciato nel febbraio del 1988, che previde l'esecuzione di un test di lancio di un razzo Delta e la realizzazione di alcuni esperimenti in orbita. Per le attività svolte in tale ambito, Coughlin è stato insignito della Distinguished Public Service Medal, assegnata dal Segretariato alla Marina degli Stati Uniti ai civili che si sono distinti per la loro prolungata attività a vantaggio della Marina statunitense.
Quando l'Applied Physics Laboratory ottenne l'incarico dalla NASA di sviluppare la sonda Near Earth Asteroid Rendezvous, a Coughlin fu assegnata la responsabilità del progetto. L'esperienza acquisita in precedenza si rivelò fondamentale nel riuscire nell'incarico nei 26 mesi compresi tra l'assegnazione del progetto ed il lancio. Coughlin selezionò la squadra di ingegneri e tecnici che progettò la sonda, riducendo la burocrazia che aveva accompagnato le missioni spaziali della NASA fin dal Programma Apollo. Nel 1999 trattò in alcune pubblicazioni delle caratteristiche di una gestione di successo, che delineò per punti nel seguente modo:
1. Limit the schedule from start to launch to ≤36 months
2. Establish a small, experienced technical team
3. Design the spacecraft and instruments to cost
4. Use the lead engineer method for each subsystem
5. Design in reliability and redundancy at the outset
6. Integrate the product assurance engineer into the program
7. Assign a single agency manager to interface with the development team»

1. Limitare la tabella di marcia dall'avvio al lancio a meno (o uguale a) di 36 mesi
2. Individuare una squadra di lavoro di un numero ridotto di persone, ma con adeguata esperienza
3. Progettare la sonda e gli strumenti prestando attenzione al costo
4. Responsabilizzare l'ingegnere posto a capo dello sviluppo di ciascun sottosistema
5. Progettare in affidabilità e ridondanza sin dall'inizio
6. Integrare il controllo di qualità del prodotto nel programma
7. L'assegnatario deve individuare un unico riferimento attraverso cui interfacciarsi con la squadra di progrettazione»

(Coughlin, Thomas B.; Chiu, Mary C.; Dassoulas, John, 1999.)
Presso l'Applied Physics Laboratory è stato successivamente incaricato di dirigere lo sviluppo della sonda New Horizons. Direttore dello Space Departement (Dipartimento per le scienze dello spazio) dell'APL, ha raggiunto in seguito le condizioni per il pensionamento.